# Che sau
Che sau (車手), comercialitzada internacionalment com Motorway, és una pel·lícula d'acció de Hong Kong del 2012 dirigida per Cheang Pou-soi i protagonitzada per Shawn Yue, Anthony Wong i Guo Xiaodong.

## Repartiment
- Shawn Yue com a Cheung
- Anthony Wong com a Lo
- Guo Xiaodong com a Sun
- Gordon Lam com a Chong
- Barbie Shu com a Yee
- Josie Ho com a Wei
- Michelle Ye com a senyora Lo

## Recepció crítica
Maggie Lee de Variety va escriure: "Creuant agradablement fins a un punt d'inflexió a mitja pel·lícula, la foto només surt a tota velocitat en el resultat final, amb persecucions de cotxes dissenyades per impressionar els fans de To i els mercats asiàtics impulsaran el trànsit de vendes."

## Reconeixements
| Llista de reconeixements           | Llista de reconeixements      | Llista de reconeixements               | Llista de reconeixements |
| Cerimònia                          | Categoria                     | Recipient                              | Resultat                 |
| ---------------------------------- | ----------------------------- | -------------------------------------- | ------------------------ |
| 32ns premis de cinema de Hong Kong | Millor pel·lícula             | Motorway                               | Nominat                  |
| 32ns premis de cinema de Hong Kong | Millor director               | Cheang Pou-soi                         | Nominat                  |
| 32ns premis de cinema de Hong Kong | Millor muntatge de pel·lícula | David Richardson, Allen Leung          | Nominat                  |
| 32ns premis de cinema de Hong Kong | Millor coreografia d'acció    | Chin Ka-lok, Wong Wai-fai, Ng Hoi-tong | Nominat                  |
| 32ns premis de cinema de Hong Kong | Millor disseny de so          | Benny Chu, Steve Miller                | Nominat                  |
| 32ns premis de cinema de Hong Kong | Millors efectes visuals       | Law Wai-ho, Hellowing Cheung           | Nominat                  |
| 49ns Premis de Cinema Cavall d'Or  | Millor Coreografia d'Acció    | Chin Ka-lok, Wong Wai-fai, Ng Hoi-tong | Guanyador                |